# Mistrzostwa Świata Juniorów w Biathlonie 2000
Mistrzostwa Świata Juniorów w Biathlonie 2000 odbyły się w austriackiej miejscowości Hochfilzen, w dniach 8 lutego - 12 lutego 2000 roku. Rozegrane zostały 4 konkurencje: bieg indywidualny, bieg sprinterski, bieg pościgowy i bieg sztafetowy. Wszystkie konkurencje zostały rozegrane dla mężczyzn i kobiet. W sumie odbyło się 8 biegów.

## Wyniki kobiet (juniorki)

### Bieg indywidualny - 12,5 km[1]
- Data: 8 lutego 2000

| Medal | Zawodnik           | Narodowość | Strzelanie | Wynik   | Strata   |
| ----- | ------------------ | ---------- | ---------- | ------- | -------- |
|       | Irina Fomina       | Rosja      | 0+1+0+0    | 45:26.3 |          |
|       | Sabrina Buchholz   | Niemcy     | 0+1+0+0    | 46:56.3 | +1:30.0  |
|       | Magda Rezlerová    | Czechy     | 0+3+0+0    | 47:32.9 | +2:06.6  |
| ...   | ...                | ...        | ...        | ...     | ...      |
| 15.   | Katarzyna Ponikwia | Polska     | 0+2+0+1    | 50:55.6 | +5:29.3  |
| 20.   | Beata Kiełtyka     | Polska     | 2+0+1+1    | 52:31.2 | +7:04.9  |
| 42.   | Edyta Bazan        | Polska     | 0+2+2+1    | 55:15.5 | +9:49.2  |
| 44.   | Bernadetta Bednarz | Polska     | 3+1+1+0    | 55:56.1 | +10:29.8 |

### Bieg sztafetowy - 3 x 7,5 km[2]
- Data: 9 lutego 2000

| Medal | Drużyna                                                           | Strzelanie      | Wynik     | Strata   |
| ----- | ----------------------------------------------------------------- | --------------- | --------- | -------- |
|       | Niemcy · Sabrina Buchholz · Carina Hartleb · Yvonne Forsberger    | 0 0 0 0 0 0     | 1:17:07.0 |          |
|       | Rosja · Julija Makarowa · Irina Fomina · Jelena Chrustalowa       | 3 0 0 0 3 0     | 1:20:48.8 | +3:41.8  |
|       | Chiny · Liu Yuanyuan · Li Huo · Cheng Xiaoni                      | 0 2 0 1 0 0 0 1 | 1:21:03.6 | +3:56.6  |
| ...   | ...                                                               | ...             | ...       | ...      |
| 12.   | Polska · Katarzyna Ponikwia · Bernadetta Bednarz · Beata Kiełtyka | 9 1 1 1 5 0 3 0 | 1:32:28.7 | +15:21.7 |

### Bieg sprinterski - 7,5 km[3]
- Data: 11 lutego 2000

| Medal | Zawodnik           | Narodowość | Strzelanie | Wynik   | Strata  |
| ----- | ------------------ | ---------- | ---------- | ------- | ------- |
|       | Sabrina Buchholz   | Niemcy     | 0+1        | 23:01.4 |         |
|       | Julija Makarowa    | Rosja      | 1+1        | 23:47.9 | +46.5   |
|       | Tora Berger        | Norwegia   | 1+0        | 23:55.1 | +53.7   |
| ...   | ...                | ...        | ...        | ...     | ...     |
| 11.   | Katarzyna Ponikwia | Polska     | 0+0        | 24:47.9 | +1:46.5 |
| 20.   | Beata Kiełtyka     | Polska     | 1+0        | 25:17.5 | +2:16.1 |
| 38.   | Joanna Grzybek     | Polska     | 0+2        | 26:30.0 | +3:28.6 |
| 54.   | Bernadetta Bednarz | Polska     | 2+2        | 27:16.6 | +4:15.2 |

### Bieg pościgowy - 10 km[4]
- Data: 12 lutego 2000

| Medal | Zawodnik           | Narodowość | Strzelanie | Wynik   | Strata   |
| ----- | ------------------ | ---------- | ---------- | ------- | -------- |
|       | Sabrina Buchholz   | Niemcy     | 0+0+1+2    | 31:20.3 |          |
|       | Jelena Chrustalowa | Rosja      | 0+1+2+2    | 32:39.5 | +1:19.2  |
|       | Nina Klenowska     | Bułgaria   | 0+0+1+1    | 33:01.6 | +1:41.3  |
| ...   | ...                | ...        | ...        | ...     | ...      |
| 19.   | Beata Kiełtyka     | Polska     | 0+0+1+3    | 35:27.0 | +4:06.7  |
| 42.   | Katarzyna Ponikwia | Polska     | 0+2+3+5    | 38:58.1 | +7:37.8  |
| 48.   | Joanna Grzybek     | Polska     | 3+2+4+1    | 42:04.1 | +10:43.8 |

## Wyniki mężczyzn (juniorzy)

### Bieg indywidualny - 15 km[5]
- Data: 8 lutego 2000

| Medal | Zawodnik            | Narodowość | Strzelanie | Wynik   | Strata   |
| ----- | ------------------- | ---------- | ---------- | ------- | -------- |
|       | Fabian Mund         | Niemcy     | 1+0+0+0    | 39:44.4 |          |
|       | Andreas Birnbacher  | Niemcy     | 3+0+0+0    | 40:48.3 | +1:03.9  |
|       | Geir Ole Steinslett | Norwegia   | 0+0+1+1    | 41:50.6 | +2:06.2  |
| ...   | ...                 | ...        | ...        | ...     | ...      |
| 17.   | Dawid Paniak        | Polska     | 0+1+2+0    | 44:47.3 | +5:02.9  |
| 46.   | Grzegorz Bodziana   | Polska     | 1+1+3+2    | 48:48.2 | +9:03.8  |
| 63.   | Łukasz Matysek      | Polska     | 1+2+3+3    | 50:39.8 | +10:55.4 |
| 77.   | Bartłomiej Ponikwia | Polska     | 2+4+3+2    | 53:07.0 | +13:22.6 |

### Bieg sztafetowy - 4 x 7,5 km[6]
- Data: 9 lutego 2000

| Medal | Drużyna                                                                                   | Strzelanie          | Wynik     | Strata  |
| ----- | ----------------------------------------------------------------------------------------- | ------------------- | --------- | ------- |
|       | Niemcy · Fabian Mund · Kristian Mehringer · Daniel Graf · Andreas Birnbacher              | 2 4 0 0 0 4 2 0 0 0 | 1:26:23.9 |         |
|       | Rosja · Dienis Saldimirow · Iwan Czeriezow · Nikołaj Krugłow · Aleksiej Czurin            | 0 1 0 0 0 1 0 0     | 1:27:56.2 | +1:32.3 |
|       | Norwegia · Kent Roger Guttormsen · Sveinung Strand · John Ola Ulset · Geir Ole Steinslett | 1 3 1 0 0 0 0 3 0 0 | 1:31:28.5 | +5:04.6 |
| ...   | ...                                                                                       | ...                 | ...       | ...     |
| 12.   | Polska · Dawid Paniak · Adam Szary · Łukasz Matysek · Grzegorz Bodziana                   | 4 7 2 1 1 2 0 2     | 1:36:07.7 | +9:43.8 |

### Bieg sprinterski - 10 km[7]
- Data: 11 lutego 2000

| Medal | Zawodnik            | Narodowość | Strzelanie | Wynik   | Strata  |
| ----- | ------------------- | ---------- | ---------- | ------- | ------- |
|       | Fabian Mund         | Niemcy     | 0+0        | 25:44.6 |         |
|       | Andreas Birnbacher  | Niemcy     | 0+1        | 26:19.5 | +34.9   |
|       | Daniel Graf         | Niemcy     | 1+0        | 26:34.4 | +49.8   |
| ...   | ...                 | ...        | ...        | ...     | ...     |
| 26.   | Adam Szary          | Polska     | 0+2        | 28:20.4 | +2:35.8 |
| 34.   | Grzegorz Bodziana   | Polska     | 1+2        | 28:51.7 | +3:07.1 |
| 41.   | Dawid Paniak        | Polska     | 1+2        | 29:04.1 | +3:19.5 |
| 49.   | Bartłomiej Ponikwia | Polska     | 0+1        | 29:24.5 | +3:39.9 |

### Bieg pościgowy - 12,5 km[8]
- Data: 12 lutego 2000

| Medal | Zawodnik            | Narodowość | Strzelanie | Wynik   | Strata  |
| ----- | ------------------- | ---------- | ---------- | ------- | ------- |
|       | Fabian Mund         | Niemcy     | 1+0+2+2    | 35:31.9 |         |
|       | Nikołaj Krugłow     | Rosja      | 0+0+1+1    | 36:09.4 | +37.5   |
|       | Andreas Birnbacher  | Niemcy     | 2+2+3+0    | 36:26.5 | +54.6   |
| ...   | ...                 | ...        | ...        | ...     | ...     |
| 21.   | Dawid Paniak        | Polska     | 0+1+1+0    | 39:51.6 | +4:19.7 |
| 34.   | Grzegorz Bodziana   | Polska     | 0+0+2+2    | 41:15.2 | +5:43.3 |
| 45.   | Adam Szary          | Polska     | 2+1+3+2    | 42:34.7 | +7:02.8 |
| 48.   | Bartłomiej Ponikwia | Polska     | 1+1+2+4    | 44:25.0 | +8:53.1 |

## Tabela Medalowa
| Miejsce | Państwo  |   |   |   | Razem |
| ------- | -------- | - | - | - | ----- |
| 1.      | Niemcy   | 7 | 3 | 2 | 12    |
| 2.      | Rosja    | 1 | 5 |   | 6     |
| 3.      | Norwegia |   |   | 3 | 3     |
| =4.     | Bułgaria |   |   | 1 | 1     |
| =4.     | Chiny    |   |   | 1 | 1     |
| =4.     | Czechy   |   |   | 1 | 1     |